# 弗爾亨湖
47°42′29″N 12°37′11″E / 47.70806°N 12.61972°E

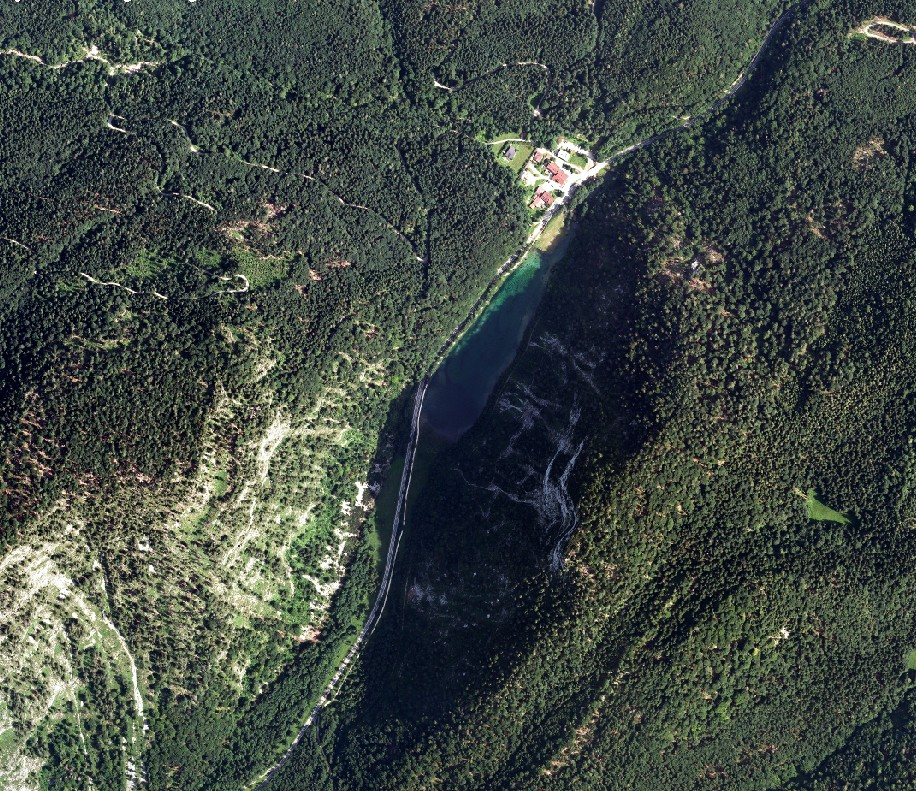

弗爾亨湖（德語：Förchensee），是德國的湖泊，位於該國東南部，由巴伐利亞州負責管轄，處於魯波爾丁，長0.5公里、寬0.1公里，面積0.04平方公里，海拔高度739米，最大水深5米，湖岸線長度1公里。